# Ernest Candèze
Ernest Charles Auguste Candèze, (ur. 22 lutego 1827 w Liège, zm. 30 czerwca 1898 w Glain) – belgijski lekarz, przyrodnik, entomolog i pisarz. Członek Belgijskiej Akademii Nauk.
Autor wielu naukowych rozpraw o owadach. Namówiony przez redaktora francuskiego pisma dla młodzieży „Magazyn Edukacji i Rozrywki” (Magasin d’éducation et de récréation) Pierre-Jules'a Hetzel'a, Candèze napisał kilka przeznaczonych dla młodzieży szkiców przyrodniczych, mających formę powieści popularnych. W jego utworach świat owadów przypomina świat człowieka i oprócz interesujących szczegółów z życia owadów autor przedstawia uwagi dotyczące współżycia społecznego.

## Twórczość
- Przygody świerszcza (Aventures d'un grillon, 1877)
- O kłopotach owadziego światka spowodowanych suszą (La Gileppe, les infortunes d'une population d'insectes, 1879)
- Historia pięciu wróbelków (Prinette, 1886)